# Calathusa maritima
Calathusa maritima är en fjärilsart som beskrevs av Turner 1942. Calathusa maritima ingår i släktet Calathusa och familjen trågspinnare. Inga underarter finns listade i Catalogue of Life.